# Coquillettia albertae
Coquillettia albertae är en insektsart som beskrevs av Kelton 1980. Coquillettia albertae ingår i släktet Coquillettia och familjen ängsskinnbaggar. Inga underarter finns listade i Catalogue of Life.